# 1599 w polityce

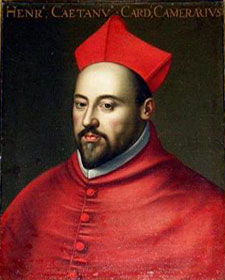
Enrico Caetani

Wydarzenia polityczne w 1599 roku.

## Zmarli
- 13 grudnia Enrico Caetani, włoski kardynał[1].